# Optimizely
Optimizely (tidigare Episerver CMS) är ett svenskutvecklat webbpubliceringssystem (web content management system, web-CMS, innehållshanteringssystem). Optimizely används för att många medarbetare tillsammans ska kunna utveckla en större organisations webbplats, såväl allmänna webbsidor som intranät (i bemärkelsen internwebb) och extranät (inloggningsskyddade sidor för exempelvis kunder). Dessa webbredaktörer behöver inte någon särskild programvara på sina datorer, utan kan redigera webbsidorna från webbläsare. Webbredaktörerna behöver inte ha kunskap om HTML och annan bakomliggande teknik, utan använder i allmänhet WYSIWYG-redigering, på liknande sätt som vid vanlig ordbehandling. 
Optimizely är baserad på Microsofts .NET-plattform. Optimizelys partners anpassar systemet och bygger nya moduler till det.
Optimizely utvecklas av det svenska företaget Optimizely AB vars Sverigekontor ligger på Hamngatan i Stockholm. Huvudkontoret finns i New York.

## Episerver blir Optimizely
Det som är nuvarande Optimizely hette tidigare Episerver. Namnbytet skedde sommaren 2021 efter att Episerver förvärvat Optimizely under 2020. 

## Historia
Den första versionen av Episerver CMS lanserades 1997 av dåvarande ElektroPost Stockholm AB:s ägare Mikael Runhem. Första kund att installera Episerver i produktion var reseföretaget Scandinavian Leisure Group. Företaget ändrade 2006 namn till Episerver AB. Den första generationen av Episerver CMS som baserar sig på Microsofts .NET-teknologi lanserades 2002, Episerver CMS 4.0. År 2003 fanns det 300 webbplatser baserade på Episerver, en siffra som 2006 var uppe i 2,000 webbplatser. Under 2007 har den andra generationen av Episerver CMS som baserar sig på Microsofts .NET släppts, version 5. Under hösten 2008 börjar Episerver kalla sig världens snabbast växande WCM och communityföretag. Det finns c:a  9000 varumärken som använder Episerver som plattform 2022. Sedan sommaren 2021 heter plattformen Optimizely.

## Jämförelse med en wiki
CMS-system såsom Optimizely har versionshantering, på liknande sätt som en wiki, det vill säga varje webbsida har en historik, som möjliggör att redaktörer kan se vem som gjort vilket bidrag och återställa redigeringar. Till skillnad från wikier saknar Optimizely möjlighet till redigeringskommentarer, och historiken visas inte publikt. 
Webbpubliceringssystemet ger större stöd för linjeorganisationens hierarki och beslutsordning än en wiki. Informationen läggs i en hierarkisk struktur av huvudsidor och undersidor, medan en wiki har betydligt plattare struktur. I tidigare versioner av Optimizely var webbadresserna en kort men svårbegriplig kod, men de kan idag återspegla webbstrukturen eller sökvägen (exempelvis http://webbplats/huvudsida/undersida/underundersida/), och blir därför avsevärt längre än i en wiki. En redigering kan publiceras direkt av webbredaktören, eller sparas för godkännande av sidansvarig person. Många wikier är öppna för vem som helst att redigera, medan endast organisationens medarbetare brukar tillåtas redigera i Optimizely. Medarbetarna kan delas upp i grupper som har ansvar för olika delar av webbstrukturen, baserat på var i organisationen man sitter. 
WYSIWYG-redigering och i enstaka fall HTML-redigering används i Optimizely. Wikier redigeras ofta med wikikod, vilket går snabbare för en rutinerad användare eftersom avsevärt färre musklick krävs, men det har en viss inlärningströskel.

## Optimizely kunder och partners
Försäljningen av Optimizely sker genom ett hundratal partners över hela världen. Dessa delas in i tre olika segment baserat bland annat på hur många licenser som sålts av respektive partner och hur många certifierade utvecklare som företaget har. De tre nivåerna är: Premium Solution Partner, Solution Partner och Associated Partner.